# 日本維新・V-democrats
日本維新・V-democrats（にほんいしん・ブイ・デモクラッツ）は、民主党のグループ。通称、原口グループ。
なお、当初グループ名を「日本維新連合」としていたが、既に存在した同名の右翼団体から抗議を受けてグループ名を変更した。また、2012年9月に結成された日本維新の会とは無関係である。

## 概要
原口一博前総務大臣に近い国会議員を中心として結成され、2011年2月23日に設立準備会合、5月31日に設立総会が開催された。原口を始め菅直人内閣総理大臣に批判的な国会議員が多いことから、菅おろしに同調する勢力と目されていたが、グループから6月2日の内閣不信任決議案に賛成したのは松木謙公前農林水産大臣政務官のみにとどまった。
小沢グループ出身議員が多く、マニフェストに掲げられた地域主権改革や行財政改革の実現を主張していた。
2011年9月2日に発足した野田内閣では山岡賢次が国家公安委員会委員長兼拉致問題担当大臣兼消費者及び食品安全担当大臣として初入閣した。2012年9月の代表選では原口が出馬し、再選を目指す野田佳彦に敗れたが、10月1日に発足した野田第3次改造内閣では中塚一宏が金融担当大臣兼「新しい公共」担当大臣兼少子化対策担当大臣兼男女共同参画担当大臣として初入閣した。12月の第46回衆議院議員総選挙では多くのメンバーが落選し、議員グループとして消滅した。

## 所属していた国会議員一覧
2011年2月23日の準備会合には以下の58名が出席した。
| 衆議院議員                           | 衆議院議員                  | 衆議院議員                  | 衆議院議員                  | 衆議院議員                |
| 立憲民主党（11名）                   | 立憲民主党（11名）          | 立憲民主党（11名）          | 立憲民主党（11名）          | 立憲民主党（11名）        |
| ------------------------------------ | --------------------------- | --------------------------- | --------------------------- | ------------------------- |
| 原口一博 （10回、佐賀1区）           | 川内博史 （8回、鹿児島1区） | 小宮山泰子 （8回、埼玉7区） | 牧義夫 （8回、愛知4区）     | 大串博志 （7回、佐賀2区） |
| 福田昭夫 （7回、栃木2区）            | 松木謙公 （7回、北海道2区） | 逢坂誠二 （6回、北海道8区） | 奥野総一郎 （6回、千葉9区） | 今井雅人 （5回、岐阜4区） |
| 山岡達丸 （4回、北海道9区）          |                             |                             |                             |                           |
| 日本維新の会（2名）                  |                             |                             |                             |                           |
| 杉本和巳 （4回、比例東海・愛知10区） | 空本誠喜 （3回、広島4区）   |                             |                             |                           |

### 元衆議院議員
民主党→民進党
- 中塚一宏（3回、神奈川12区）
- 中野譲（2回、埼玉14区）
- 高野守（1回、比例北関東・茨城4区）
- 高橋昭一（1回、兵庫4区）

立憲民主党
- 石原洋三郎（1回、福島1区）
- 岡本英子（1回、神奈川3区）
- 金子健一（1回、比例南関東・千葉11区）
- 萩原仁（1回、大阪2区）

希望の党
- 松野頼久（6回、比例九州・熊本1区）
- 畑浩治（2回、比例東北・岩手2区）
- 勝又恒一郎（1回、比例南関東・神奈川15区）

国民民主党
- 奥村展三（3回・参院1回、滋賀4区）
- 山崎摩耶[注 1]（2回、比例北海道）

自由党
- 山岡賢次（5回・参院2回、栃木4区）
- 松崎哲久（2回、埼玉10区）
- 京野公子（1回、秋田3区）
- 菅川洋（1回、比例中国・広島1区）

自由民主党
- 浅野貴博（1回、比例北海道）

日本維新の会
- 中津川博郷（3回、比例東京）
- 木内孝胤（2回、比例東京・東京9区）
- 高邑勉（1回、比例中国・山口1区）

無所属・その他
- 玉城デニー（4回、沖縄3区）
- 太田和美（3回、比例南関東・千葉8区）
- 横山北斗（2回、青森1区）
- 石森久嗣（1回、栃木1区）
- 石山敬貴（1回、宮城4区）
- 加藤学（1回、長野5区）
- 熊谷貞俊（1回、比例近畿）
- 斎藤恭紀（1回、宮城2区）
- 佐藤夕子（1回、愛知1区）
- 高橋英行（1回、比例四国・愛媛4区）
- 橘秀徳（1回、神奈川13区）
- 中後淳（1回、比例南関東・千葉12区）
- 中島正純（1回、大阪3区）
- 橋本勉（1回、比例東海・岐阜2区）
- 平山泰朗（1回、東京13区）
- 三宅雪子[注 2]（1回、比例北関東・群馬4区）
- 和嶋未希（1回、比例東北）
- 渡辺義彦（1回、比例近畿）

### 元参議院議員
日本維新の会
- 外山斎（1回、宮崎県）

立憲民主党
- 藤田幸久（2回・衆院2回、茨城県）
- 野田国義（2回・衆院1回、福岡県）

国民民主党
- 広野允士（2回・衆院1回、比例区）

無所属
- 小見山幸治（1回、岐阜県）
- 安井美沙子（1回、愛知県）